# تدوين رياضي

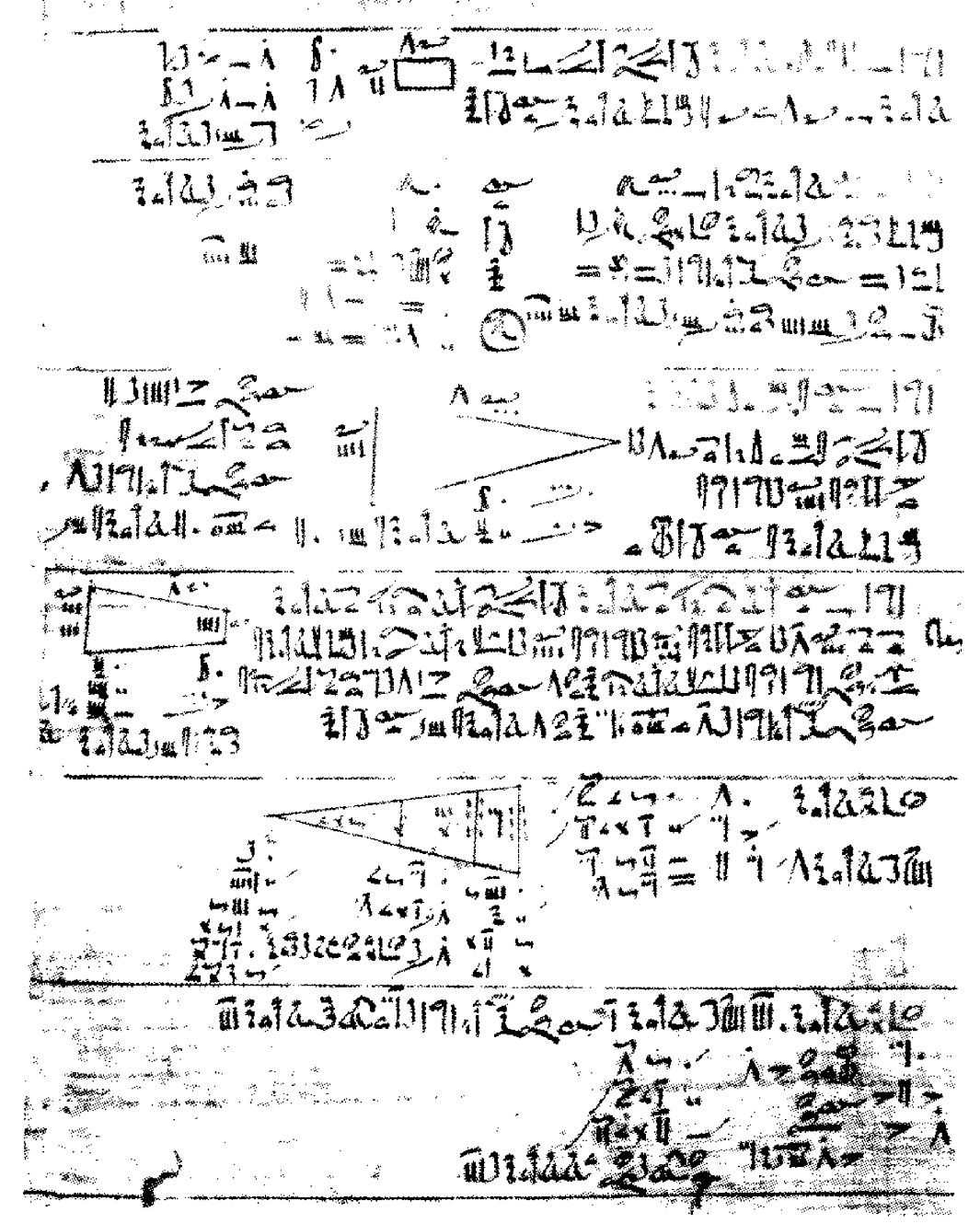

يستخدم التدوين الرياضي (بالإنجليزية: mathematical notation)‏ في الرياضيات، وفي العلوم الفيزيائية، الهندسة، والاقتصاد. تتراوح درجة تعقيد هذا التدوين من علامات بسيطة نسبياً كالأعداد 1 و2، رموز التوابع كتابع الجيب إلى رموز المفاهيم مثل النهاية الرياضية lim، المشتق dy/dx، إلى المعادلات والمتحولات.

## التعريف
يعرف التدوين الرياضي على أنه نظام كتابة يستخدم لتسجيل المبادئ في الرياضيات. أو هو النظام الذي تستخدم فيه الرموز الرياضية للتعبير عن التعابير الرياضية المنطقية.
الأدوات المستخدمة في التدوين الرياضي بشكل عام تتضمن الورق والقلم، السبورة والطبشور، أو الوسائط الالكترونية.

## التعابير
التعبير الرياضي هو سلسلة من الرموز التي من الممكن تقييمها. على سبيل المثال، إذا كان التعبير مؤلفاً من أرقام، فإنه يتم تقييم التعبير باتباع ترتيب العمليات من اليسار إلى اليمين، بإجراء العمليات ضمن الأقواس، ثم الرفع إلى قوة وحساب الجذور، ثم الضرب والقسمة، وأخيراً الجمع والطرح.

## تاريخ التدوين الرياضي

### العد
يعتقد أن التدوين الرياضي تم تطويره لأول مرة قبل 50.000 عام من أجل المساعدة في العد، بعد أن كان العد يستخدم مجموعة من الحجارة، العيدان، العظام، تم اختراع عصا الحساب. وعلى الأرجح فإن أقدم النصوص الرياضية الموجودة تعود إلى حضارة سومر. كما كان لتطور الصفر واستخدامه كعدد من أهم التطورات في الرياضيات القديمة. فقد تم استخدامه كخانة عددية من قبل البابليين، والمصريين الإغريق، ومن ثم كعدد من قبل شعب المايا، الهنود، والعرب. راجع (تاريخ العدد 0)

### الهندسة التحليلية
استغرق تحول الأعداد والكسور أكثر من ألف عام للحصول على كميات مستمرة، وذلك باختراع الهندسة التحليلية من قبل العالم ديكارت. وعندها بدأ استخدام بعض الاختصارات للدلالة على المفاهيم الرياضية في المنشورات لبراهين النظريات الهندسية.

### أتمتة العد
بعد ظهور الجبر المنطقي أصبح من الممكن إنشاء دارات بسيطة للقيام بعمليات العد، بداية باستخدام وسائل ميكانيكية كالمسننات باستخدام الدوران والانتقال لتمثيل التغير في الحالة، ومن ثم باستخدام وسائط كهربائية بتغير شدة الجهد الكهربائي لتمثيل الكميات المستمرة. اليوم تستخدم الحواسيب دارات قياسية لتخزين ليس فقط الأرقام بل الصور، الأصوات، الحركة والتحكم.

### التدوين الرياضي الحديث
شهد القرنين الثامن عشر والتاسع عشر تطورات كبيرة في التدوين الرياضي أعطاه الشكل الذي هو عليه اليوم. العالم الرياضي أويلر كان من أبرز المؤثرين على التدوين الرياضي الذي نستخدمه في يومنا هذا. مثلاً استخدام a,b,c لتمثيل الثوابت، x,y,z لتمثيل المتحولات e لتمثيل أساس للوغاريتم الطبيعي، سيغما (Σ) لتتعبير عن المجموع، الحرف i كواحدة للأعداد العقدية وغيرها.

### التدوين الرياضي المحوسب
اليوم يستخدم التدوين المعتمد على لوحة المفاتيح من أجل كتابة التعابير الرياضية وإرسالها عبر البريد الإلكتروني. إن الاستخدام الواسع للغات البرمجة والتي تعلم مستخدميها الحاجة إلى التخاطب باستخدام تعابير رياضية (وإلا فإن المترجم لن يفهم التعبير) قد ساهمت بشكل كبير في ترسيخ أسس التدوين الرياضي وتوحيده.

## التدوين الرياضي بغير استخدام الحروف اللاتينية
يعتمد التدوين الرياضي العربي الحديث على الأبجدية العربية بشكل خاص، ويستخدم بشكل كبير في العالم العربي، وخاصة في مرحلة التعليم ما قبل الجامعي.